# Zhang Qiujian
Zhāng Qiūjiàn (張邱建, * um 430 in China; † um 490) war ein chinesischer Mathematiker.
Über Zhang ist nichts bekannt, außer dass er der Verfasser der mathematischen Abhandlung Zhang Qiujian Suanjing ist. Sie wird aufgrund einer Feldbesteuerungsaufgabe meist zwischen 468 und 486 datiert.
Das Buch besteht aus drei Kapiteln mit 32, 22 und 38 Problemen in den einzelnen Kapiteln, die vom Wurzelziehen (Quadratwurzeln, Kubikwurzeln) und der Lösung quadratischer Gleichung, der Lösung von Systemen linearer Gleichungen, Reihensummierung und Bruchrechnung (mit Bestimmung des größten gemeinsamen Teilers, was in dem Buch als schwierig bezeichnet wird) bis zur Geometrie (Berechnung von Volumina und Flächen) reichen. An einigen Stellen wird explizit auf die Verwendung von Rechenstäben und Tafeln eingegangen. Es findet sich auch Kritik an älteren Autoren (Xiahou Yang).
Von besonderem Interesse für spätere chinesische Autoren war das „Problem der hundert Vögel“, das aus heutiger Sicht einfach auf die Lösung (in natürlichen Zahlen) von zwei linearen Gleichungen in drei Unbekannten führt, mit vier möglichen Lösungen (von denen die Chinesen aber nur drei interessierten, die als Lösung in dem Buch angegeben waren). Derartige Aufgaben wurden von den Chinesen noch lange danach als schwierig empfunden.
Das Buch ist ähnlich dem Buch Neun Bücher arithmetischer Technik (Jiu Zhang Suanshu), das meist auf das erste oder zweite Jahrhundert vor Christus datiert wird, und nimmt dieses als Vorbild, geht aber mathematisch darüber hinaus.
Das Buch wurde in der Bearbeitung (656) von Li Chunfeng (602–670) Lehrbuch für die Kaiserlichen Staatsprüfungen für Beamte, als einer von „Zehn mathematischen Klassikern“ (Suanjing shi shu) in China. Die älteste (unvollständige) überlieferte Ausgabe ist ein Süd-Song-Druck von 1213 in der Bibliothek von Shanghai und beinhaltet den Kommentar von Li.